# Ubiory w Polsce

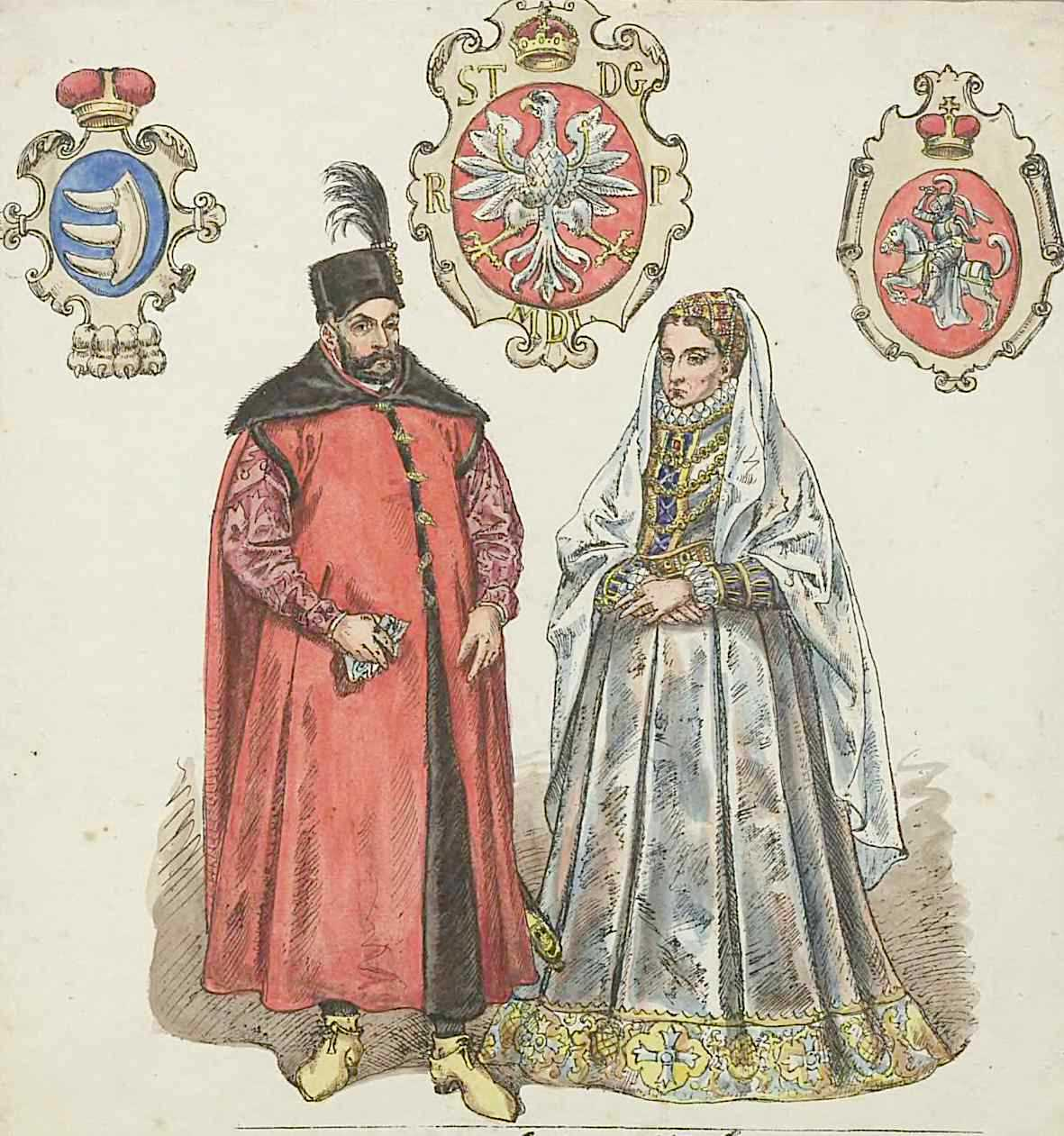
Król Stefan Batory i Anna Jagiellonka z albumu Ubiory w Polsce Jana Matejki

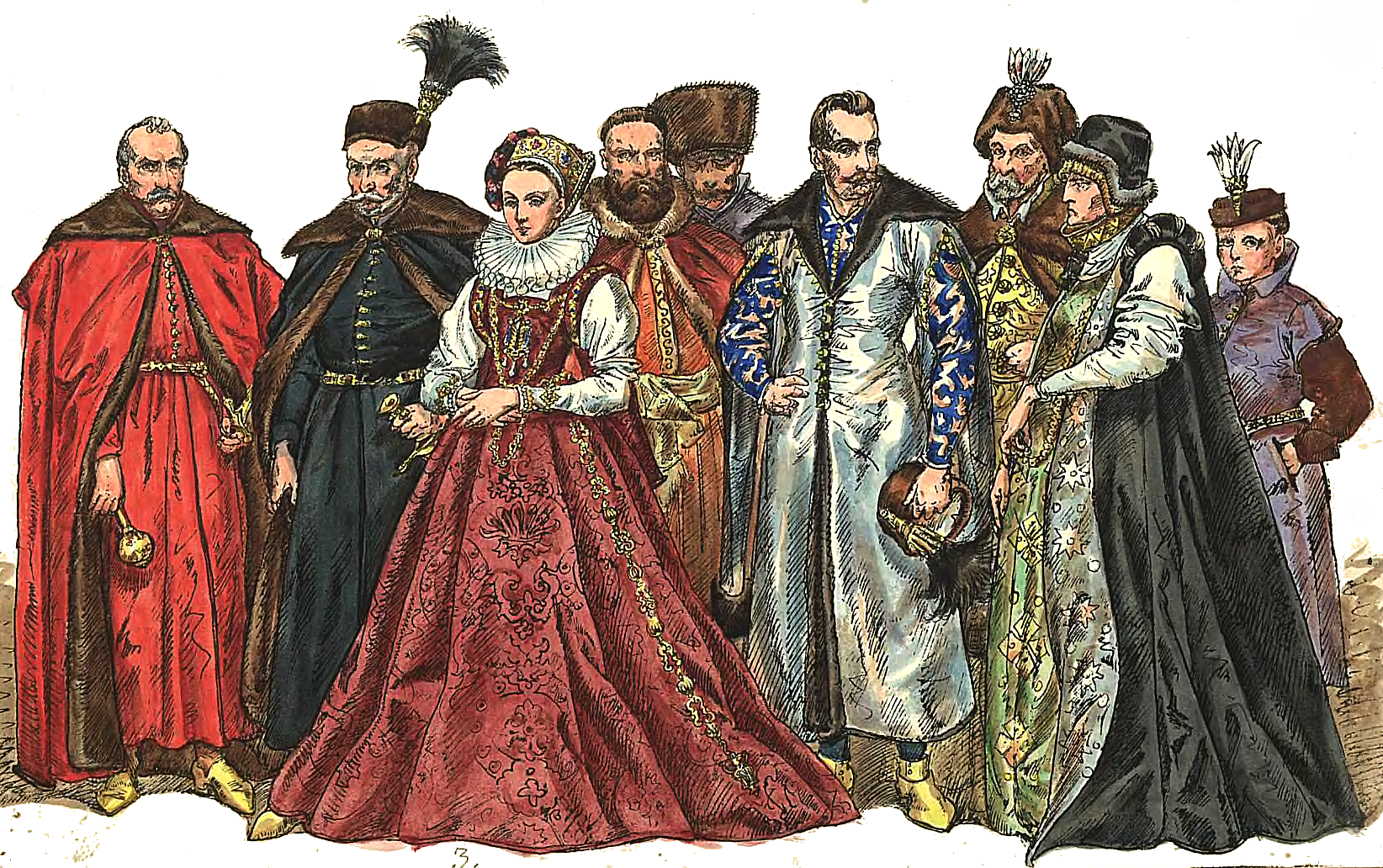
Grupa magnatów z albumu Ubiory w Polsce Jana Matejki

Ubiory w Polsce 1200-1795 – album Jana Matejki, wydany po raz pierwszy w 1860 roku. Album składa się z dziesięciu tablic wykonanych w technice litografii, na których autor przedstawił wygląd polskich strojów na przekroju wieków i różnych klas społecznych. Ubiory w Polsce posiadają znaczącą wartość historyczną i są jedną z najważniejszych publikacji na temat historii ubiorów polskich.

## Opis dzieła
Na karcie tytułowej Matejko narysował tryptyk gotycki z Matką Boską Częstochowską oraz z biskupami – św. Wojciechem i św. Stanisławem. Tryptyk jest podtrzymywany przez anioła z tarczami. Widnieją na nich:
- Orzeł Piastów
- Pogoń Litwy
- Lew – znak Wacława, króla czeskiego i polskiego

Pod nimi znajduje się herb Krakowa z XIV wieku i data 1860.
Po bokach znajdują się postaci reprezentujące różne stany, ubrane w stroje średniowieczne. Każda z nich umieszczona została w oddzielnej arkadzie nawiązującej do stylu romańskiego.
Poniżej postaci w arkadach znajdują się dwa rysunki najstarszych pieczęci polskich, na których widnieją królowa Rycheza i Henryk Brodaty.
Na odwrotnej stronie karty tytułowej Matejko umieścił układ 9 grup postaci dla wszystkich tablic. Układ tablic przedstawia się następująco (od góry):
- po stronie lewej na większości z nich znajdują się: uczeni, duchowieństwo, chłopi, czasem żydzi;
- centralnie: szlachta, król i dwór, mieszczanie;
- po prawej: rycerstwo, magnaci, cechy i bractwa.

Tylko na pierwszej tablicy zamiast chłopów artysta rysuje mieszczan, w miejscu grupy mieszczan daje pieczęć króla Wacława czeskiego.
Na środkowej tablicy przedstawiającej króla i dwór, artysta umieścił daty ich panowania, herby i pieczęcie.

## Historia
Pierwsze wydanie Ubiorów w Polsce ukazało się w 1860 roku. Wykonane zostało w technice litografii w drukarni „Czasu” w Krakowie. Wymiary pierwszego, jak i drugiego wydania wynosiły 57,4 × 85,5 cm. Na karcie tytułowej drugiego wydania z 1875 roku widnieje natomiast napis: „Nakładem Jana Matejki. Odbito w litogr. M. Salba. Wydanie drugie 1875 – prawo własności zastrzega się.”
W 1879 Matejko wydał Objaśnienia dziesięciu tablic Ubiorów w Polsce, gdzie można uzyskać informacje na temat dzieł sztuki i miejsc, z których artysta korzystał przy rysowaniu herbów i postaci do poszczególnych grup. Matejko nie podaje natomiast nazw autorów dzieł zagranicznych, ani publikacji. W Objaśnieniach pojawiają się także pomyłki. Na przykład, na III tablicy postać króla będąca rysunkiem z rzeźby Wita Stowsza, przedstawia Kazimierza Jagiellończyka, a nie Władysława Jagiełłę, jak podał Matejko. Postać Albrechta Łaskiego z tablicy V grupy Magnatów, była według artysty rysowana na podstawie medalu i drzeworytu, jednak medal Łaskiego nie wykazuje podobieństwa do postaci w Ubiorach.
Trzecie wydanie ukazało się w Warszawie w 1901 roku, po śmierci Jana Matejki. Zmieniony został format (21 × 29 cm) oraz tytuł: Ubiory w dawnej Polsce. W tym wydaniu każdą grupę umieszczano na osobnej karcie, według kolejności przyjętej przez artystę w Objaśnieniach.
Czwarta edycja Ubiorów w Polsce została wydana w 1967 przez Wydawnictwo Literackie w Krakowie, jest zbliżona formatem do wydawnictwa warszawskiego z 1901 ze względów technicznych. Dziesięć tablic oraz winieta zostały sporządzone na podstawie pierwszego wydania, a poszczególne grupy tablic reprodukowane z kopii barwnych wykonanych przez Romana Hennela według egzemplarza z Biblioteki Jagiellońskiej, kolorowanego przez Jana Matejkę. Szkice i studia postaci, strojów, broni i herbów pochodzą przeważnie ze zbiorów Muzeum Narodowego w Krakowie, Domu Jana Matejki.
Matejko opracowywał Ubiory w Polsce na podstawie materiałów starannie zbieranych od lat młodzieńczych. Album zwany przez artystę Skarbczykiem rozrastał się na przestrzeni lat o rysunki na kalkach, studia i notatki. Na artyście w okresie studiów ogromne wrażenie wywarły teki badaczów historii kultury i zabytków polskich: Ambrożego Grabowskiego, Józefa Łepkowskiego i Józefa Muczkowskiego. W tekach znajdowały się wycięte z pism notatki, ryciny, rysunki, reprodukcje, akwarele, będące dla niego źródłem informacji z różnych dziedzin kultury.
Z paru tysięcy kopii i rysunków odręcznych zgromadzonych w Skarbczyku, Matejko wybierał podobizny osób w historycznych strojach. Na tablicach można dostrzec między innymi rzeźby Wita Stwosza z kościoła Mariackiego i katedry wawelskiej, portrety biskupów z kościoła Franciszkanów, obraz z XVIII wieku Taniec Śmierci z kościoła Bernardynów, portrety królów, wizerunki profesorów Uniwersytetu Jagiellońskiego. Sporządzone na wycieczkach rysunki i notatki oraz analiza rzeźb, obrazów, medali i pieczęci pozwoliła odnaleźć Matejce wiele postaci w autentycznych ubiorach i zebrać obszerny materiał dotyczący strojów dworów, uczonych, duchownych, mieszczan, szlachty i magnatów. Do ubiorów z wcześniejszych epok brakowało materiałów, więc niektóre szczegóły kostiumów sporządzone zostały na podstawie zabytków, a grupy wieśniaków wzorowane były na strojach regionalnych. Dla Matejki istotny był nie tylko wiernie odtworzony ubiór, ale także odtworzenie twarzy we współczesnym wizerunku. W tym celu kilkakrotnie opracowywał kopie z pieczęci Bolesława Wstydliwego. Artysta miał świadomość, jak ogromną ilość materiału należy zebrać w celu opracowania kostiumologii polskiej. Był pierwszym, który wydał źródłowe dzieło z tego zakresu. Brak podpisu autora na kartach tytułowych i tablicach świadczy, że Matejko uważał Ubiory za opracowany zbiór strojów noszonych w Polsce, a nie za artystyczną pracę twórczą, natomiast praca nad publikacją stała się podstawą twórczości Matejki w zakresie malarstwa historycznego.
Rysunki grupy były przenoszone przez Matejkę według szkicu na kalkę tuszem litograficznym, a następnie odciskane na kamieniu litograficznym. Ze względu na brak możliwości wykonania w Krakowie ilustracji chromolitograficznych, grafiki są jednobarwne. Wymagało to od artysty kolorowania tablic akwarelą w dwóch pierwszych egzemplarzach Ubiorów, dalsze tablice powierzano już do kolorowania młodym malarzom. Kolorowane egzemplarze zostały podarowane Bibliotece Jagiellońskiej oraz Bibliotece Ossolińskich we Lwowie.

strona tytułowa drugiego wydania Ubiorów w Polsce, 1875
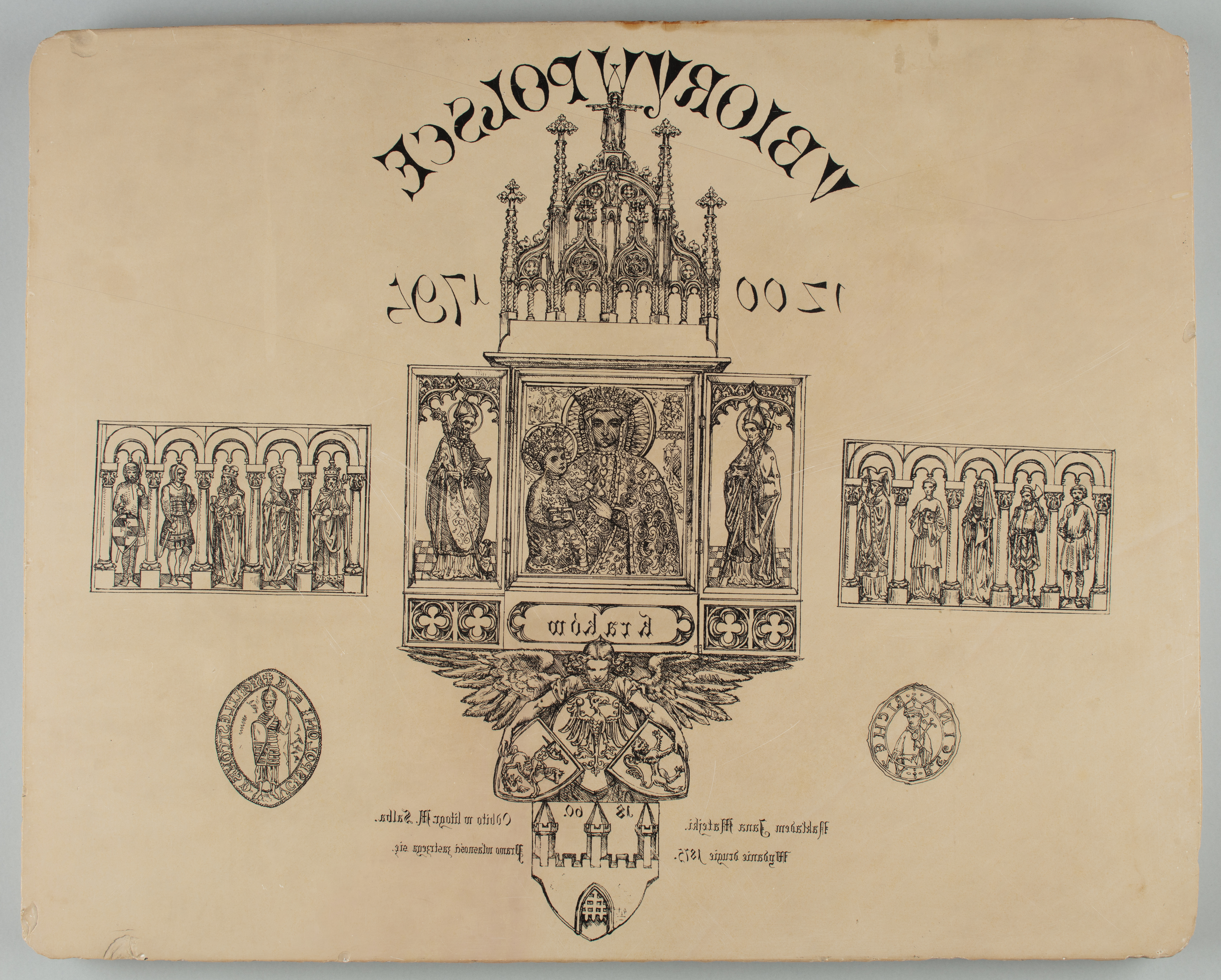
płyta litograficzna do strony tytułowej drugiego wydania Ubiorów w Polsce, 1875
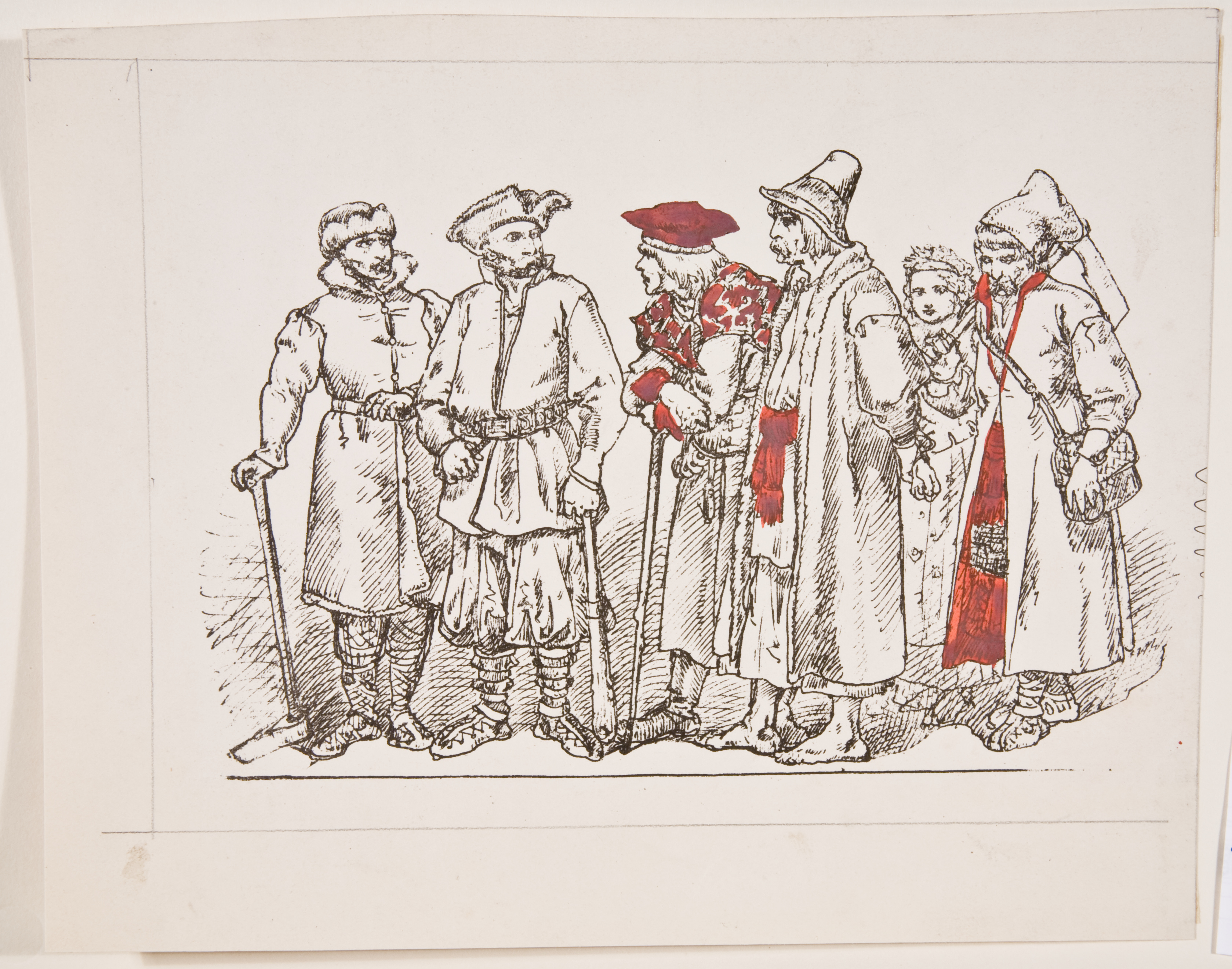
karta ręcznie kolorowana przez Jana Matejkę
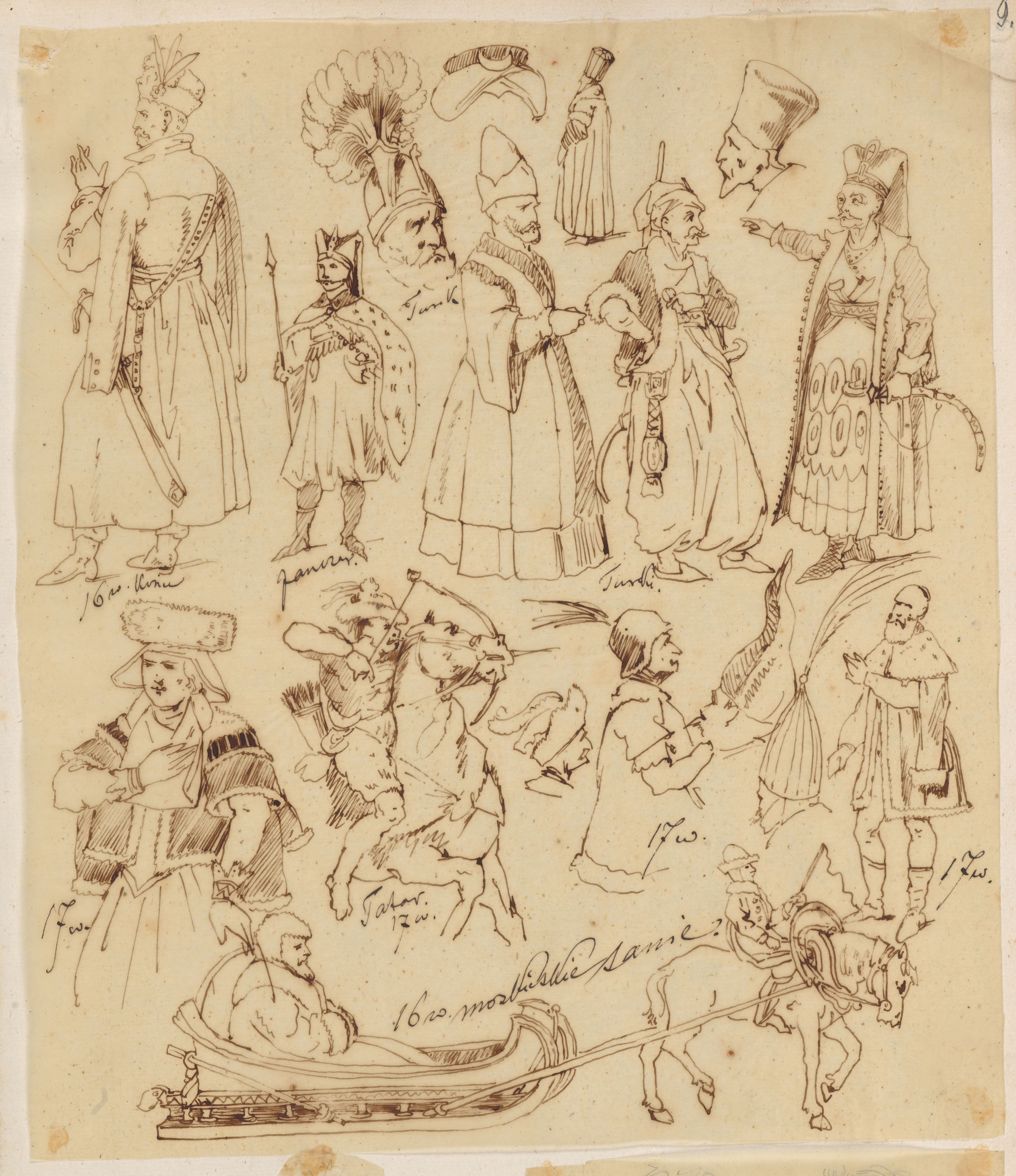
Skarbczyk. Szkice stojących postaci, jeźdźców, sani, głów, ubiorów z XVI i XVII w.